# Bolszoje Kosikowo
Bolszoje Kosikowo (ros. Большое Косиково) – wieś w Rosji, w rejonie grazowieckim obwódu wołogodzkiego. W 2002 liczyła 63 mieszkańców, z kolei w 2010 populacja miejscowości wynosiła 53 osoby.